# Park van Laken
Het Park van Laken (Frans: Parc de Laeken) is een park in de Belgische plaats Laken, in de hoofdstad Brussel. Het landschapspark werd in de 19de eeuw aangelegd op initiatief van Koning Leopold II naar een ontwerp van Édouard Keilig.

## Beschrijving
In het park staat het Monument voor de Dynastie, aan het Plein van de Dynastie. Ten noordwesten hiervan ligt de Kattenbergheuvel, soms La Petite Suisse genoemd. Op deze heuvel zijn er problemen met bodemerosie, waardoor deze niet toegankelijk is. In het zuiden van het park bevindt zich de Sint-Annabron met Sint-Annakapel.
Het Park van Laken is een oud park en de beheerder, Leefmilieu Brussel, plant dan ook een volledige renovatie van het park in verschillende fases.

## Geschiedenis

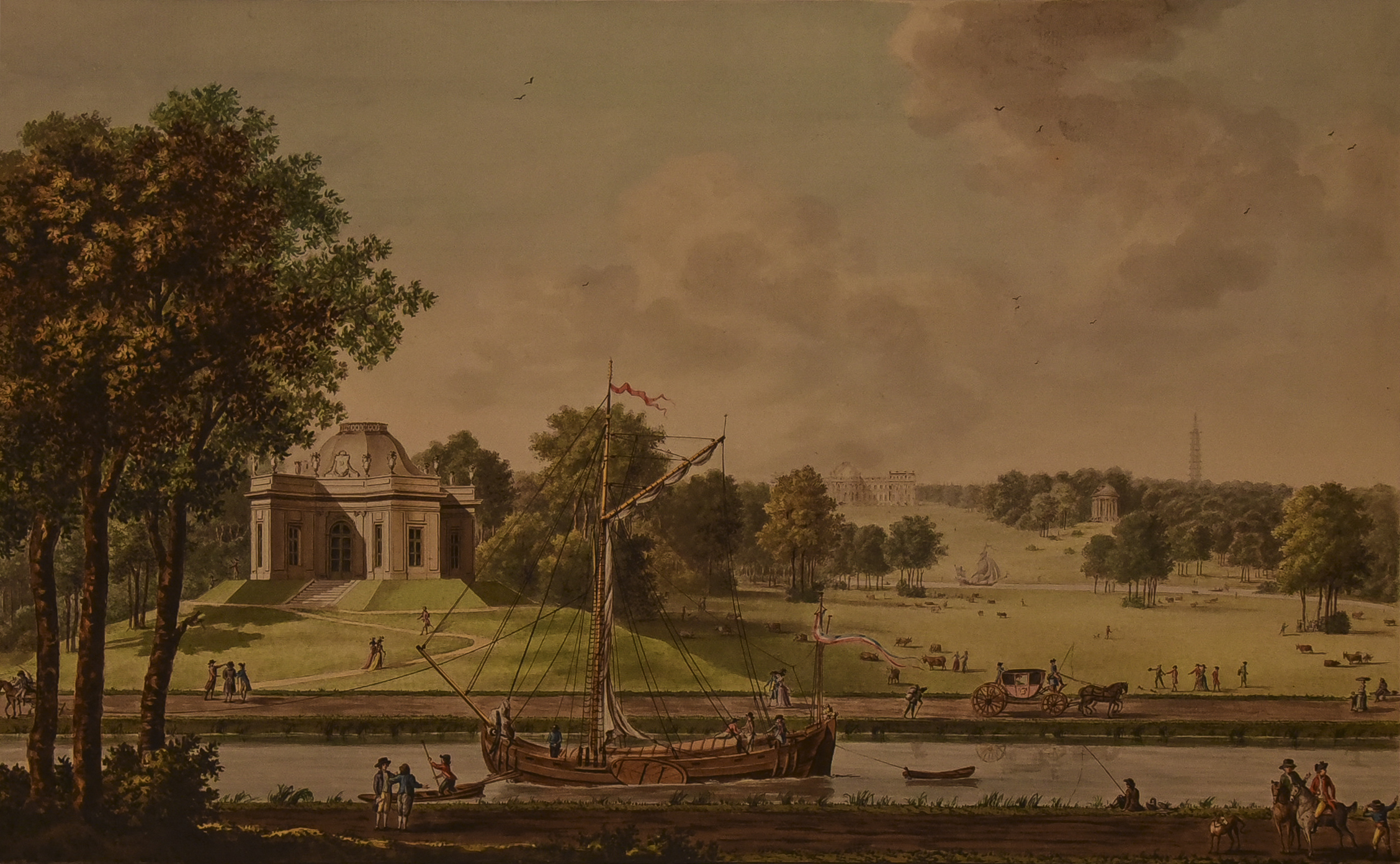
De zonnetempel in het park van Laken (1787)

Het Park van Laken werd van bij de start geconcipieerd als een groot openbaar park. Het was een idee van koning-architect Leopold II om vlak bij zijn woning, het Kasteel van Laken, een groot park voor de bevolking aan te leggen. De koning verwierf de nodige gronden, waarna er in 1876 een akkoord werd gesloten met de Staat met betrekking tot de realisatie van het park. In dit akkoord droeg de koning de gronden voor het park over aan de Belgische Staat. De vorst behield wel het 'paviljoen' (kasteel Belvédère). In ruil voor de gronden verkreeg de koning onder meer het (veel grotere) Ravensteindomein in Tervuren, waarop onder meer de Tervurenlaan en de koninklijke golfclub werd gebouwd. Door het akkoord werd de Staat verplicht ruimte vrij te houden voor de aanleg van de Koninklijk Parklaan en geld vrij te maken voor de aanleg van het nieuwe park. De kosten die niet gedekt zouden worden door de gereserveerde fondsen, zouden door de koning betaald worden.
Het park werd ontworpen door de Duitser Edouard Keilig, die ook het park van Ter Kamerenbos ontwierp. De werken startten in 1876 en werden afgerond tegen 1880, op tijd voor de jubileumfeesten van de Belgische onafhankelijkheid.
In 1958 maakte het park deel uit van het domein van Expo 58. Er werden enkele paviljoenen gebouwd in het park, enkele lanen in het park werden verbreed (onder andere het noordelijke deel van de Wildejasmijnenlaan) en de tramlijn van de Buurtspoorwegen werd in een tunnel onder het park gelegd. Een overblijfsel van Expo 58 in het park is het Amerikaans Theater. De tunnel van de buurtspoorwegen wordt vandaag de dag gebruikt door de Brusselse tramlijnen 7 en 19.
In 1974 werd het park geklasseerd als onroerend erfgoed. Bij de regionalisering rond 1990 kwam het park in eigendom van het Brussels Hoofdstedelijk Gewest.

## Omgeving
Op het park sluiten nog een aantal andere parken en domeinen aan, waarin zich verschillende belangrijke gebouwen bevinden. Ten zuidwesten van het park bevinden zich de Tuinen van de Bloemist. Ten westen bevinden zich het Sobieskipark, de Koloniale Tuin en het Kasteel van Stuyvenberg. Ten noordwesten ligt het Ossegempark. Ten noordoosten bevindt zich het park met het Chinees Paviljoen en de Japanse Toren, ten oosten het Kasteel Belvédère en ten zuidoosten het Kasteel van Laken. Ten zuiden bevindt zich het beschermde Park van de Sint-Annadreef.

## Galerij

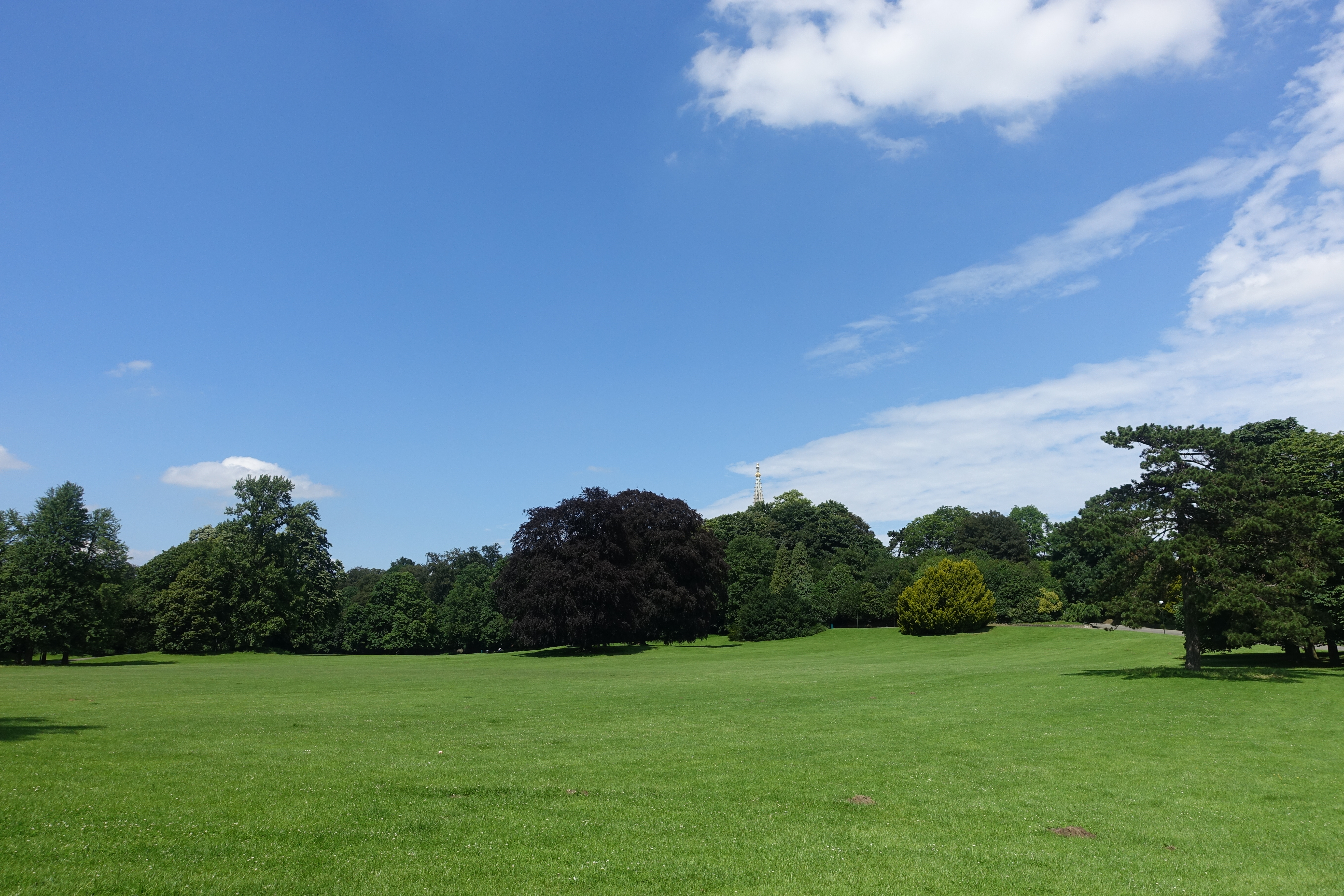
Gezicht van op de Wildejasmijnenlaan
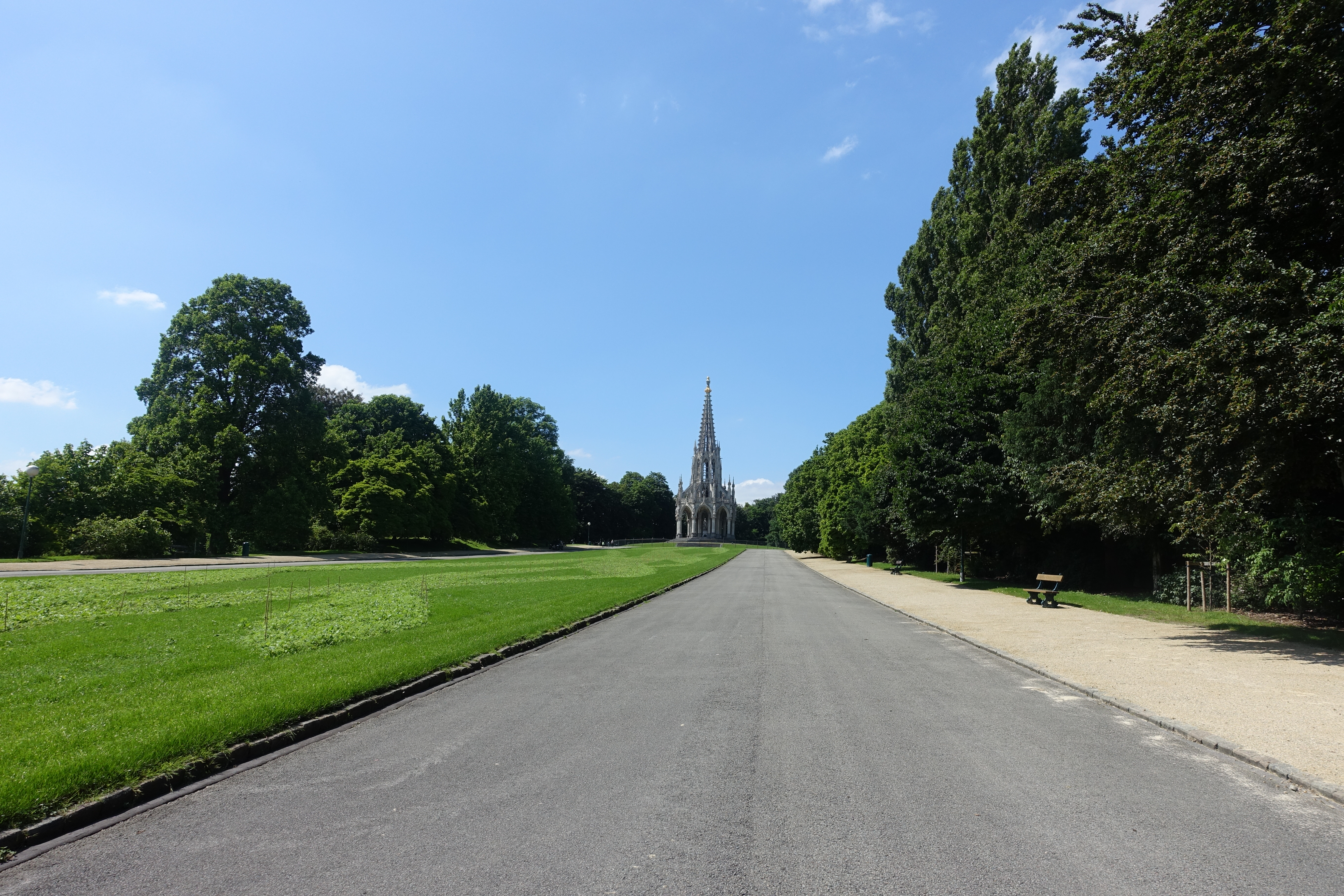
Vorstenhuislaan met het Monument voor de Dynastie
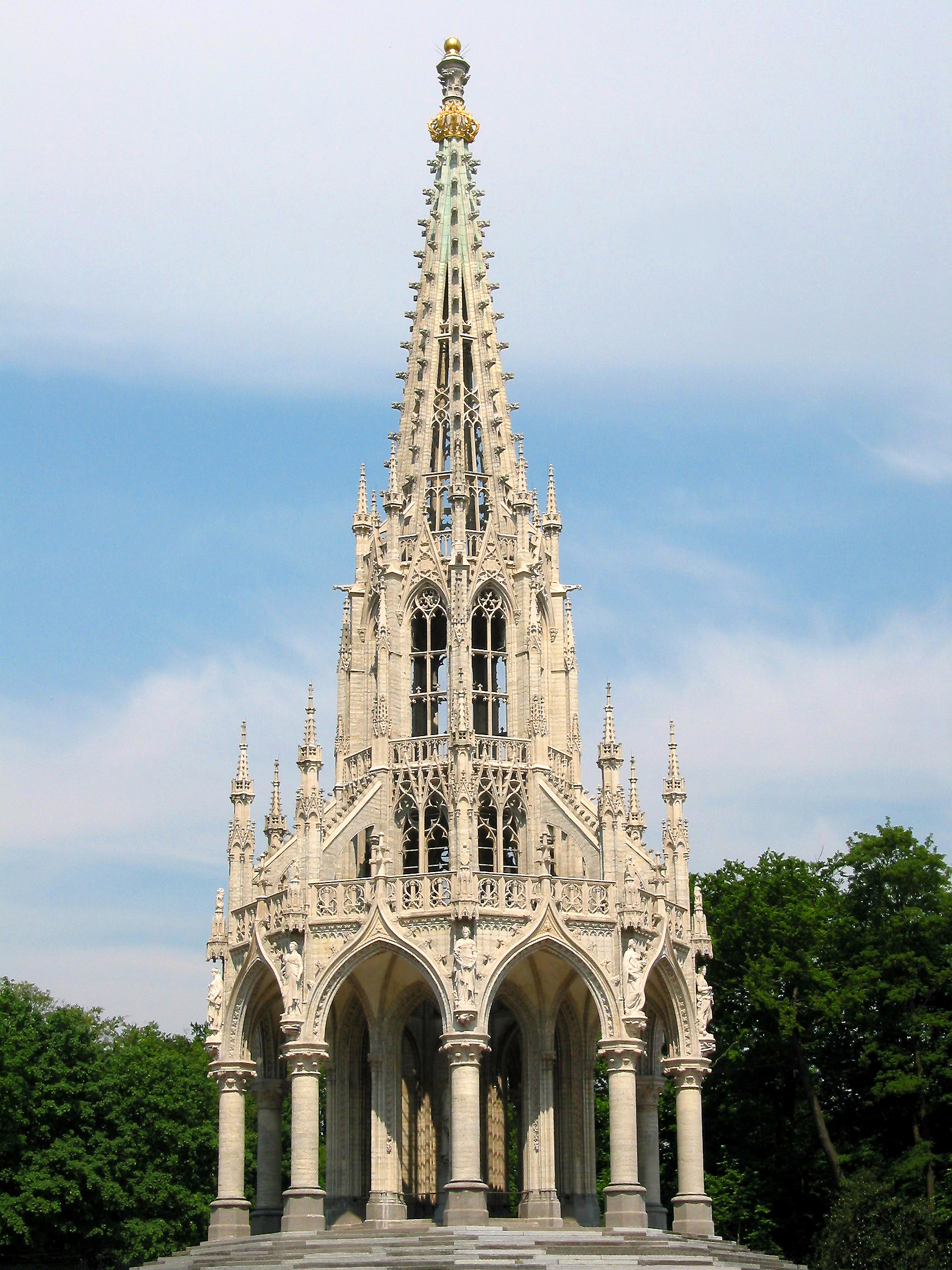
Monument voor de Dynastie
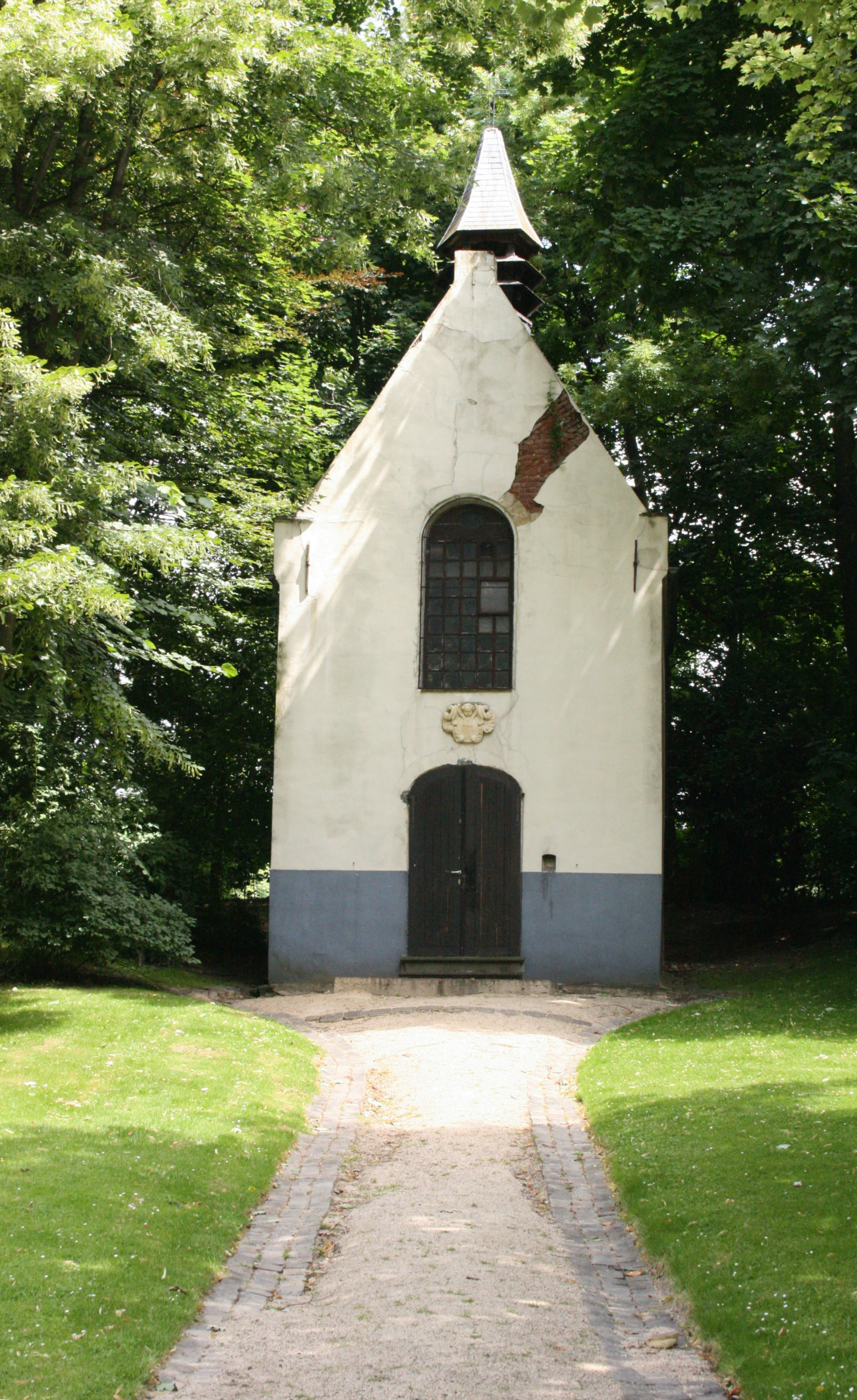
Sint-Annakapel
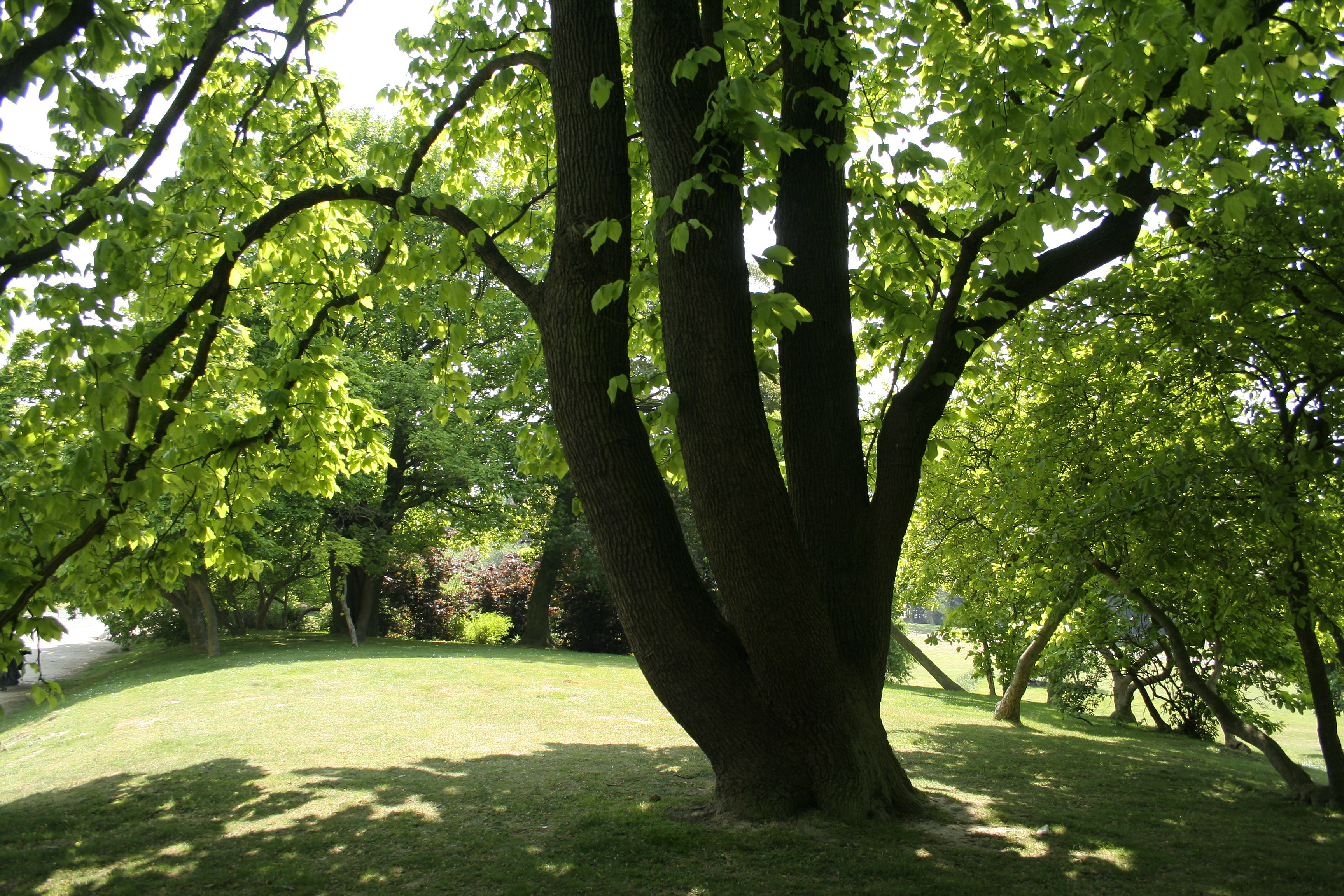
Een opmerkelijke magnolia in het park